# Nepčana tonzila
Nepčani krajnik ili nepčana tonzila (lat. tonsilla palatina) je naziv za nakupine limfnog tkiva, jednu na lijevoj i jednu na desnoj strani grla, točnije u usnom dijelu ždrijela, orofarinksu.
Nepčane tonzile se sastoji se od limfnih čvorića prekrivenih mnogoslojnim pločastim epitelom, koji oblikuju tonzilarne kripte (uvrnuća epitela). Čvoriće obuhvaća čahura od vezivnog tkiva koja sprečava širenje infekcije iz tonzila u okolno tkivo.
Nepčane tonzile zajedno sa ždrijelnom tonzilom, tubarnim tonzilama i jezičnom tonzilom čine limfnog prstena ždrijela (lat. annulus lymphaticus Waldeyer).
Kirurški zahvat potpunog uklanjanja nepčanih tonzila naziva se tonzilektomija, a djelomičnog uklanjanja nepčanih tonzila tonzilotomija.